# Oefa-plateau

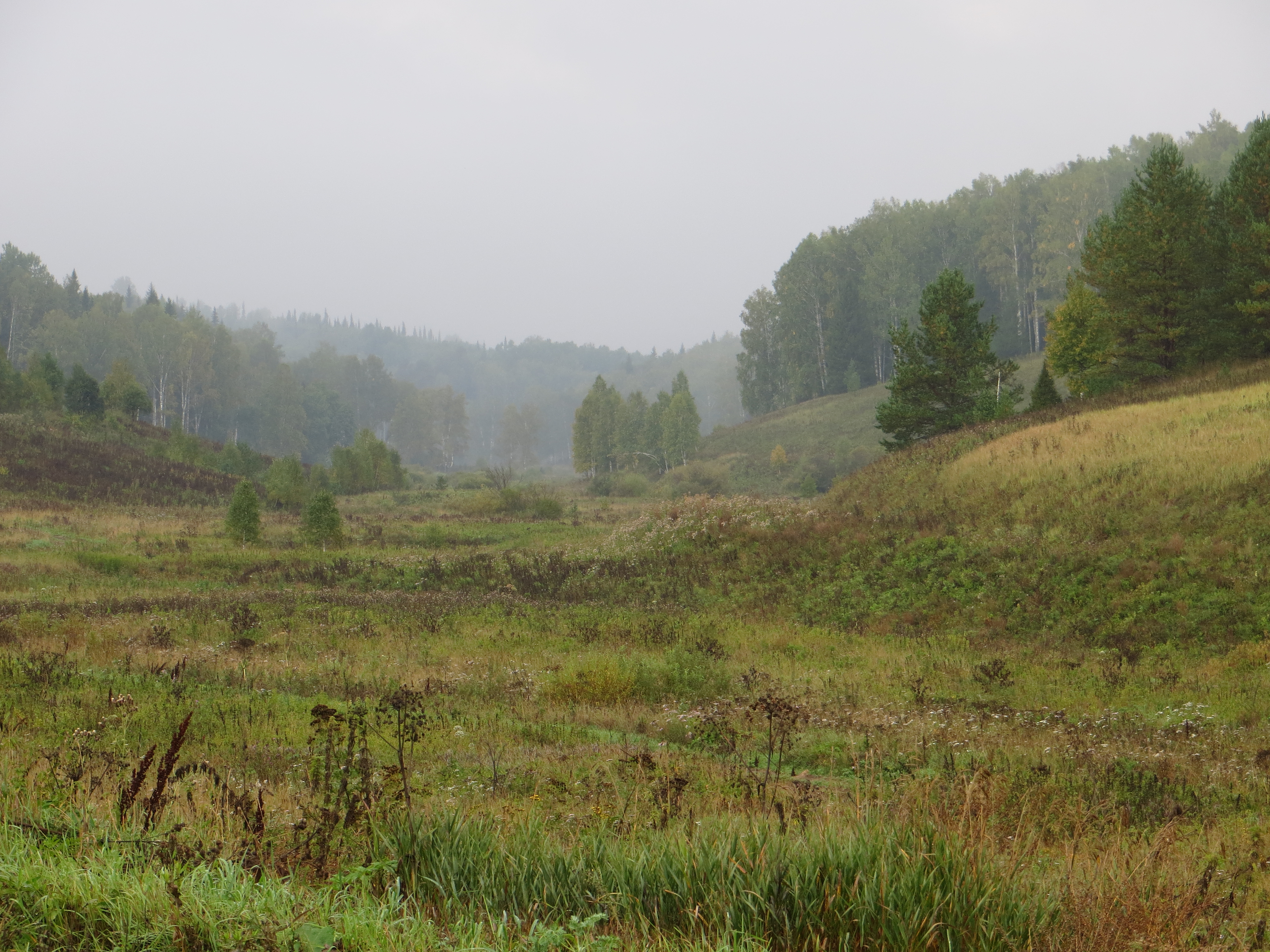
Oefa-plateau

Het Oefa-plateau (Russisch: Уфимское Плато; Oefimskoje Plato) is een plateau in de Centrale en Zuidelijke Voor-Oeral (Basjkirostan, kraj Perm en oblast Sverdlovsk) in Rusland. De stad Oefa bevindt zich op deze vlakte. Gedeelten van de stroomvlakten van de rivieren Oefa, Joerjoezan en Aj zijn diep ingesneden in de hoogvlakte.
De afstand tussen de noordelijke en zuidelijke randen van het plateau is 150 kilometer. De hoogte varieert van 350 tot 450 meter, met het hoogste punt op 517 meter. In het oosten wordt het afgescheiden door een richel met hoogteverschillen tot 100 meter. In het westen loopt het plateau geleidelijk af naar het Russisch Laagland. Het plateau bestaat voor het grootste deel uit kalksteen, dolomieten, en zandsteen. Er is veel karst aanwezig. Het plateau wordt bedekt met grootbladige donkere coniferenbossen.